# Kalijati (onderdistrict)
Kalijati (oude Nederlandse spelling Kalidjati of Kali Djati) is een onderdistrict in het regentschap Subang in de Indonesische provincie West-Java. Er wonen ruim 60.000 mensen (2013).
Kalijati is de locatie van het allereerste officiële vliegveld van Indonesië (toen nog Nederlands-Indië). In 1916 werd hier de Vliegbasis Kalidjati opgericht waar op 9 maart 1942 de capitulate van het Koninklijk Nederlandsch-Indisch Leger (KNIL) werd ondertekend door Generaal Hein ter Poorten, waarmee de Japanse bezetting van Nederlands-Indië begon.
De vliegbasis bestaat nog steeds; het is nu in gebruik als helikopterbasis van het Indonesische leger onder de naam Pangkalan Udara Suryadarma.